# Enrique Breccia
Pour les articles homonymes, voir Breccia.
Enrique Breccia  est un dessinateur d'historieta argentin né en 1945 à Montevideo, Uruguay.

## Biographie
Fils du dessinateur Alberto Breccia, il est fortement influencé par son père, tout comme ses sœurs Patricia et Cristina. (Sources. Que permet d'affirmer cela ?) 
Il a dessiné son premier travail en 1968. En même temps que son père, il a illustré La Vida del Che, une biographie du célèbre révolutionnaire Che Guevara écrite par Héctor Germán Oesterheld. En 1972, il commence sa collaboration avec la maison d'édition britannique Fleetway, dessinant la bande dessinée Spy 13 sous un pseudonyme, puis une série d'histoires de guerre pour le magazine italien Linus.
Sa collaboration avec l'écrivain Carlos Trillo a débuté en 1976 avec la bande dessinée El Buen Dios, suivie de près par Alvar Mayor, son personnage le plus célèbre. Il a eu plusieurs autres collaborations réussies avec Trillo, la mini série El peregrino de la Estrellas, la série surréaliste Los Viajes del Marco Mono et la peinture El Reino del Azul. En 1983, il a tiré Ibáñez du scénario de Robin Wood, puis l’année suivante, El Sueñero et El Cazador del Tiempo, à partir de ses propres scripts. Il a également dessiné plusieurs bandes dessinées de romans célèbres tels que Till Eulenspiegel, Treasure Island et Moby Dick. En 1987, il a publié le roman graphique Lope de Aguirre et en 1995 De Mar a Mar.
En 2000, il a commencé sa collaboration avec des éditeurs américains de bandes dessinées, travaillant sur un numéro de X-Force for Marvel, Legion Worlds et Batman: Gotham Knights for DC Comics. En 2002, il dessine le roman graphique Lovecraft sur la vie de l'écrivain H.P. Lovecraft, écrit par Hans Rodionoff, pour le label Vertigo de DC Comics. En 2005, il est devenu l’artiste principal de la série Swamp Thing chez Vertigo, dessinant 22 numéros jusqu’en 2007.
Il vit à Spolète, en Italie, et a travaillé pour le marché français sur la série Sentinelles, écrite par Xavier Dorison.

## Œuvres publiées en français
- Alva Major, scénario Carlos Trillo, éd. Dargaud, coll. Pilote, 1978
- Aguirre, scénario Felipe Hernández Cava éd. Soleil Productions, 1991
- Lovecraft, scénario Keith Giffen (Soleil, 2004)
- Les Sentinelles, scénario Xavier Dorison
  1. Juillet-août 1914 - Les Moissons d'acier (Robert Laffont, 2008)
  2. Septembre 1914 - La Marne (Delcourt, 2009)
  3. Avril 1915 - Ypres (Delcourt, 2011)
  4. Avril 1915 - Les Dardanelles (Delcourt, 2014)

- Alvar Mayor T1 Les Cités Légendaires, scénario Carlos Trillo, éd. iLatina, 2020
- Alvar Mayor T2 L’Origine des mythes, scénario Carlos Trillo, éd. iLatina, 2021
- D'une Rive à l'Autre : La Découverte du Pacifique, scénario Cristobal Aguilar Jimenez, éd. iLatina, 2021
- Alvar Mayor T3 La Réalité des songes, scénario Carlos Trillo, éd. iLatina, 2021 (campagne participative Ulule)